# Eleições regionais na Catalunha em 2006
As eleições regionais na Catalunha em 2006 foram realizadas a 1 de Novembro e, serviram para eleger os 135 deputados ao Parlamento Regional.
Os resultados destas eleições deram a vitória, em votos e deputados, à Convergência e União, algo que não sucedia desde 1995. Apesar desta vitória, os 48 deputados da CiU ficaram muito longe da maioria absoluta.
O Partido dos Socialistas da Catalunha, por sua vez, caiu em votos e deputados, ficando-se pelos 26,8% dos votos e 37 deputados, uma queda de 4,3% e 5 deputados.
A Esquerda Republicana da Catalunha também caiu em votos e deputados, ficando-se pelos 14,0% e 21 deputados. Apesar da queda eleitoral, a Esquerra continuou como terceiro partido da Catalunha.
O Partido Popular, apenas perdeu 1 deputados, conquistando 10,7% dos votos e 14 deputados, mantendo-se como quarta força política catalã.
A aliança entre Iniciativa pela Catalunha Verdes e Esquerda Unida e Alternativa, continuou com o seu progresso eleitoral, subindo para os 9,5% dos votos e, conquistando mais 3 deputados, ficando com 12.
Por fim, destacar a entrada de um novo partido no parlamento, o Cidadãos - Partido da Cidadania, partido de linha anti-nacionalista catalão, que conquistou 3,0% dos votos e 3 deputados.
Após as eleições, a coligação governativa entre 2003 e 2006, conhecida como "tripartit", entre socialistas, republicanos e Iniciativa, foi renovado, e, manteve-se na liderança do governo regional.

## Resultados Oficiais
| Partido                 | Partido                                               | Votos     | %               | +/-    | Deputados | +/-    |
| ----------------------- | ----------------------------------------------------- | --------- | --------------- | ------ | --------- | ------ |
|                         | Convergência e União                                  | 935 756   | 31,52 / 100,00  | 0,58   | 48 / 135  | 2      |
|                         | Partido dos Socialistas da Catalunha                  | 796 173   | 26,82 / 100,00  | 4,34   | 37 / 135  | 5      |
|                         | Esquerda Republicana da Catalunha                     | 416 355   | 14,03 / 100,00  | 2,41   | 21 / 135  | 2      |
|                         | Partido Popular                                       | 316 222   | 10,65 / 100,00  | 1,24   | 14 / 135  | 1      |
|                         | Iniciativa pela Catalunha Verdes-Esquerda Alternativa | 282 693   | 9,52 / 100,00   | 2,24   | 12 / 135  | 3      |
|                         | Cidadãos - Partido da Cidadania                       | 89 840    | 3,03 / 100,00   | Novo   | 3 / 135   | Novo   |
|                         | Outros                                                | 71 251    | 2,39 / 100,00   |        | 0 / 135   |        |
| Votos Inválidos         | Votos Inválidos                                       | 73 818    | 2,49 / 100,00   | 1,32   |           |        |
| Total                   | Total                                                 | 2 982 108 | 100,00 / 100,00 |        | 135 / 135 |        |
| Eleitorado/Participação | Eleitorado/Participação                               | 5 321 274 | 56,04 / 100,00  | 6,50   |           |        |
| Total                   | Total                                                 | [ 10 ]    | [ 10 ]          | [ 10 ] | [ 10 ]    | [ 10 ] |

## Resultados por Províncias
| Província | %     | D   | %     | D   | %     | D   | %     | D  | %      | D      | %    | D   | D   | Votantes  |
| Província | CiU   | CiU | PSC   | PSC | ERC   | ERC | PP    | PP | ICV-EA | ICV-EA | C's  | C's | D   | Votantes  |
| --------- | ----- | --- | ----- | --- | ----- | --- | ----- | -- | ------ | ------ | ---- | --- | --- | --------- |
| Barcelona | 29,89 | 27  | 27,90 | 25  | 12,61 | 11  | 11,16 | 10 | 10,38  | 9      | 3,53 | 3   | 85  | 2 232 872 |
| Girona    | 38,19 | 7   | 22,13 | 4   | 19,23 | 4   | 7,22  | 1  | 7,64   | 1      | 0,94 | -   | 17  | 276 232   |
| Lérida    | 39,99 | 7   | 21,99 | 3   | 17,72 | 3   | 9,11  | 1  | 6,59   | 1      | 0,97 | -   | 15  | 183 526   |
| Tarragona | 32,43 | 7   | 25,98 | 5   | 17,62 | 3   | 11,00 | 2  | 6,51   | 1      | 2,42 | -   | 18  | 289 478   |
| Catalunha | 31,52 | 48  | 26,82 | 37  | 14,03 | 21  | 10,65 | 14 | 9,52   | 12     | 3,03 | 3   | 135 | 2 982 108 |

### Barcelona
| Partido                 | Partido                                               | Votos     | %               | +/-  | Deputados | +/-  |
| ----------------------- | ----------------------------------------------------- | --------- | --------------- | ---- | --------- | ---- |
|                         | Convergência e União                                  | 664 723   | 29,89 / 100,00  | 1,11 | 27 / 85   | 2    |
|                         | Partido dos Socialistas da Catalunha                  | 620 601   | 27,90 / 100,00  | 5,27 | 25 / 85   | 4    |
|                         | Esquerda Republicana da Catalunha                     | 280 566   | 12,61 / 100,00  | 2,55 | 11 / 85   | 2    |
|                         | Partido Popular                                       | 248 165   | 11,16 / 100,00  | 1,39 | 10 / 85   | 1    |
|                         | Iniciativa pela Catalunha Verdes-Esquerda Alternativa | 230 968   | 10,38 / 100,00  | 2,35 | 9 / 85    | 2    |
|                         | Cidadãos - Partido da Cidadania                       | 78 525    | 3,53 / 100,00   | Novo | 3 / 85    | Novo |
|                         | Outros                                                | 55 013    | 2,47 / 100,00   |      | 0 / 85    |      |
| Votos Inválidos         | Votos Inválidos                                       | 54 311    | 2,44 / 100,00   | 1,31 |           |      |
| Total                   | Total                                                 | 2 232 872 | 100,00 / 100,00 |      | 85 / 85   |      |
| Eleitorado/Participação | Eleitorado/Participação                               | 3 991 904 | 55,94 / 100,00  | 6,16 |           |      |

### Girona
| Partido                 | Partido                                               | Votos   | %               | +/-  | Deputados | +/-     |
| ----------------------- | ----------------------------------------------------- | ------- | --------------- | ---- | --------- | ------- |
|                         | Convergência e União                                  | 104 840 | 38,19 / 100,00  | 0,48 | 7 / 17    | Estável |
|                         | Partido dos Socialistas da Catalunha                  | 60 755  | 22,13 / 100,00  | 1,52 | 4 / 17    | Estável |
|                         | Esquerda Republicana da Catalunha                     | 52 799  | 19,23 / 100,00  | 2,67 | 4 / 17    | Estável |
|                         | Iniciativa pela Catalunha Verdes-Esquerda Alternativa | 20 978  | 7,64 / 100,00   | 2,30 | 1 / 17    | Estável |
|                         | Partido Popular                                       | 19 808  | 7,22 / 100,00   | 0,85 | 1 / 17    | Estável |
|                         | Outros                                                | 9 813   | 3,57 / 100,00   |      | 0 / 17    |         |
| Votos Inválidos         | Votos Inválidos                                       | 7 239   | 2,63 / 100,00   | 1,42 |           |         |
| Total                   | Total                                                 | 276 232 | 100,00 / 100,00 |      | 17 / 17   |         |
| Eleitorado/Participação | Eleitorado/Participação                               | 483 543 | 57,13 / 100,00  | 8,14 |           |         |

### Lérida
| Partido                 | Partido                                               | Votos   | %               | +/-  | Deputados | +/-     |
| ----------------------- | ----------------------------------------------------- | ------- | --------------- | ---- | --------- | ------- |
|                         | Convergência e União                                  | 72 916  | 39,99 / 100,00  | 1,45 | 7 / 15    | Estável |
|                         | Partido dos Socialistas da Catalunha                  | 40 097  | 21,99 / 100,00  | 0,46 | 3 / 15    | 1       |
|                         | Esquerda Republicana da Catalunha                     | 32 304  | 17,72 / 100,00  | 2,20 | 3 / 15    | Estável |
|                         | Partido Popular                                       | 16 605  | 9,11 / 100,00   | 0,56 | 1 / 15    | Estável |
|                         | Iniciativa pela Catalunha Verdes-Esquerda Alternativa | 12 018  | 6,59 / 100,00   | 2,24 | 1 / 15    | 1       |
|                         | Outros                                                | 4 217   | 2,31 / 100,00   |      | 0 / 15    |         |
| Votos Inválidos         | Votos Inválidos                                       | 5 369   | 2,94 / 100,00   | 1,52 |           |         |
| Total                   | Total                                                 | 183 526 | 100,00 / 100,00 |      | 15 / 15   |         |
| Eleitorado/Participação | Eleitorado/Participação                               | 311 037 | 59,00 / 100,00  | 6,47 |           |         |

### Tarragona
| Partido                 | Partido                                               | Votos   | %               | +/-  | Deputados | +/-     |
| ----------------------- | ----------------------------------------------------- | ------- | --------------- | ---- | --------- | ------- |
|                         | Convergência e União                                  | 93 277  | 32,43 / 100,00  | 1,33 | 7 / 18    | Estável |
|                         | Partido dos Socialistas da Catalunha                  | 74 720  | 25,98 / 100,00  | 2,24 | 5 / 18    | Estável |
|                         | Esquerda Republicana da Catalunha                     | 50 686  | 17,62 / 100,00  | 1,41 | 3 / 18    | Estável |
|                         | Partido Popular                                       | 31 644  | 11,00 / 100,00  | 0,78 | 2 / 18    | Estável |
|                         | Iniciativa pela Catalunha Verdes-Esquerda Alternativa | 18 729  | 6,51 / 100,00   | 1,31 | 1 / 18    | Estável |
|                         | Cidadãos - Partido da Cidadania                       | 6 970   | 2,42 / 100,00   | Novo | 0 / 18    | Novo    |
|                         | Outros                                                | 6 553   | 2,27 / 100,00   |      | 0 / 18    |         |
| Votos Inválidos         | Votos Inválidos                                       | 6 899   | 2,39 / 100,00   | 0,98 |           |         |
| Total                   | Total                                                 | 289 478 | 100,00 / 100,00 |      | 18 / 18   |         |
| Eleitorado/Participação | Eleitorado/Participação                               | 534 790 | 54,13 / 100,00  | 7,54 |           |         |

## Resultados por Comarcas
| Comarca           | %    | %    | %    | %    | %       | %   | Votantes  |
| Comarca           | CiU  | PSC  | ERC  | PP   | ICV- EA | C's | Votantes  |
| ----------------- | ---- | ---- | ---- | ---- | ------- | --- | --------- |
| Alt Camp          | 36,7 | 23,6 | 22,0 | 7,5  | 6,0     | 0,9 | 18 236    |
| Alt Empordà       | 37,1 | 22,5 | 18,0 | 9,6  | 7,1     | 1,2 | 45 813    |
| Alt Penedès       | 36,7 | 25,8 | 16,9 | 6,5  | 8,8     | 1,2 | 44 686    |
| Alt Urgell        | 44,2 | 21,2 | 16,3 | 7,0  | 7,4     | 0,6 | 9 495     |
| Alta Ribagorça    | 40,7 | 29,8 | 11,6 | 5,7  | 7,2     | 0,7 | 1 767     |
| Anoia             | 35,5 | 26,8 | 16,0 | 8,4  | 7,7     | 1,1 | 46 934    |
| Bages             | 38,9 | 23,9 | 17,8 | 6,6  | 7,9     | 1,0 | 79 650    |
| Baix Camp         | 33,3 | 23,5 | 18,1 | 11,6 | 6,6     | 2,8 | 65 169    |
| Baix Ebre         | 30,8 | 28,0 | 22,3 | 7,7  | 6,4     | 0,8 | 31 055    |
| Baix Empordà      | 36,7 | 24,7 | 18,6 | 6,9  | 7,6     | 0,9 | 47 531    |
| Baix Llobregat    | 24,1 | 35,0 | 10,3 | 11,5 | 10,5    | 4,0 | 308 969   |
| Baix Penedès      | 32,1 | 29,8 | 13,2 | 11,5 | 6,9     | 2,8 | 30 799    |
| Barcelonès        | 27,5 | 27,5 | 11,3 | 13,3 | 11,5    | 4,5 | 930 004   |
| Berguedà          | 43,6 | 20,6 | 20,8 | 4,5  | 5,8     | 0,4 | 20 419    |
| Cerdanha          | 45,2 | 16,2 | 19,5 | 7,7  | 6,0     | 0,7 | 7 033     |
| Conca de Barberà  | 38,8 | 17,8 | 26,0 | 5,4  | 7,1     | 0,3 | 9 872     |
| Garraf            | 30,1 | 28,7 | 13,5 | 10,5 | 9,8     | 3,1 | 51 994    |
| Garrigues         | 42,5 | 19,0 | 23,4 | 6,4  | 5,1     | 0,3 | 10 367    |
| Garrotxa          | 44,5 | 18,8 | 20,2 | 4,7  | 6,8     | 0,2 | 25 036    |
| Gironès           | 34,4 | 22,9 | 20,3 | 7,3  | 9,2     | 1,3 | 67 353    |
| Maresme           | 36,0 | 23,1 | 14,6 | 10,1 | 9,2     | 2,7 | 174 159   |
| Montsià           | 33,9 | 28,1 | 19,1 | 8,3  | 6,1     | 0,9 | 25 828    |
| Noguera           | 43,6 | 19,6 | 19,7 | 8,1  | 5,3     | 0,4 | 18 214    |
| Osona             | 44,7 | 15,4 | 23,6 | 4,4  | 6,9     | 0,4 | 70 035    |
| Pallars Jussà     | 42,5 | 26,7 | 15,5 | 4,6  | 7,4     | 0,2 | 6 512     |
| Pallars Sobirà    | 42,2 | 25,3 | 17,6 | 4,3  | 6,8     | 0,3 | 3 637     |
| Pla de l'Estany   | 42,5 | 13,8 | 25,9 | 4,6  | 7,8     | 0,5 | 13 578    |
| Pla d'Urgell      | 43,3 | 19,1 | 21,3 | 6,9  | 5,4     | 0,5 | 16 294    |
| Priorat           | 34,6 | 20,6 | 28,0 | 5,0  | 7,7     | 0,3 | 5 468     |
| Ribera d'Ebre     | 35,1 | 27,1 | 22,0 | 5,9  | 6,0     | 0,5 | 11 617    |
| Ripollès          | 47,4 | 19,7 | 17,6 | 4,3  | 6,0     | 0,1 | 13 944    |
| Segarra           | 42,5 | 15,5 | 21,5 | 8,4  | 7,1     | 0,3 | 9 007     |
| Segrià            | 36,2 | 24,7 | 15,1 | 11,7 | 7,2     | 1,7 | 78 442    |
| Selva             | 38,3 | 23,4 | 18,1 | 7,6  | 7,3     | 1,1 | 55 536    |
| Solsonès          | 45,8 | 13,6 | 23,4 | 6,2  | 7,1     | 0,2 | 6 286     |
| Tarragonès        | 29,2 | 26,8 | 13,8 | 15,0 | 6,8     | 4,3 | 82 631    |
| Terra Alta        | 42,0 | 25,2 | 15,5 | 10,2 | 4,0     | 0,4 | 6 920     |
| Vale de Aran      | 37,4 | 32,6 | 6,4  | 14,2 | 4,9     | 1,3 | 3 511     |
| Urgell            | 42,2 | 18,1 | 22,0 | 7,1  | 6,3     | 0,5 | 16 084    |
| Vallès Occidental | 29,3 | 29,5 | 11,9 | 10,2 | 10,8    | 3,6 | 335 484   |
| Vallès Oriental   | 33,5 | 27,2 | 13,6 | 9,4  | 9,3     | 2,5 | 154 081   |
| Catalunha         | 31,5 | 26,8 | 14,0 | 10,7 | 9,5     | 3,0 | 2 982 108 |